# Discografia di Sido
Questa voce comprende l'intera discografia di Sido.

## Album in studio
| Anno | Titolo              | Posizione massima | Posizione massima | Posizione massima |
| Anno | Titolo              | GER               | AT                | CH                |
| ---- | ------------------- | ----------------- | ----------------- | ----------------- |
| 2004 | Maske               | 3                 | 46                | 79                |
| 2006 | Ich                 | 4                 | 21                | 18                |
| 2008 | Ich und meine Maske | 1                 | 2                 | 2                 |
| 2009 | Aggro Berlin        | 5                 | 5                 | 3                 |

## EP
| Anno | Titolo                             | Posizione massima | Posizione massima | Posizione massima |
| Anno | Titolo                             | GER               | AT                | CH                |
| ---- | ---------------------------------- | ----------------- | ----------------- | ----------------- |
| 2001 | Alles ist die Sekte (con B-Tight)  | -                 | -                 | -                 |
| 2001 | Das Mic & Ich (con B-Tight)        | -                 | -                 | -                 |
| 2003 | Gar nich so schlimm! (con B-Tight) | -                 | -                 | -                 |

## Album in collaborazione
| Anno | Titolo                                        | Posizione massima | Posizione massima | Posizione massima |
| Anno | Titolo                                        | GER               | AT                | CH                |
| ---- | --------------------------------------------- | ----------------- | ----------------- | ----------------- |
| 1998 | Wissen ~ Flow ~ Talent (con B-Tight)          | -                 | -                 | -                 |
| 2000 | Back in Dissniss (con B-Tight)                | -                 | -                 | -                 |
| 2002 | Alles ist die Sekte Album Nr. 3 (con B-Tight) | -                 | -                 | -                 |
| 2005 | Dein Lieblingsalbum (con Harris)              | 2                 | -                 | -                 |
| 2011 | 23 (con Bushido)                              | 3                 | 3                 | 1                 |
| 2011 | Blutzbrüdaz - die Mukke zum Film              | 25                | 12                | 16                |

## Raccolte
| Anno | Titolo  | Posizione massima | Posizione massima | Posizione massima |
| Anno | Titolo  | GER               | AT                | CH                |
| ---- | ------- | ----------------- | ----------------- | ----------------- |
| 2008 | Trilogy | -                 | -                 | -                 |
| 2012 | #Beste  | 20                | -                 | -                 |

## Live Album
| Anno | Titolo                      | Posizione massima | Posizione massima | Posizione massima |
| Anno | Titolo                      | GER               | AT                | CH                |
| ---- | --------------------------- | ----------------- | ----------------- | ----------------- |
| 2010 | MTV Unplugged Live aus'm MV | 2                 | 2                 | 7                 |

## Singoli
| Anno | Titolo                                          | Classifica singoli | Classifica singoli | Classifica singoli |
| Anno | Titolo                                          | GER                | AT                 | CH                 |
| ---- | ----------------------------------------------- | ------------------ | ------------------ | ------------------ |
| 2004 | Mein Block                                      | 13                 | 61                 | -                  |
| 2004 | Fuffies im Club                                 | 18                 | -                  | -                  |
| 2004 | Arschficksong                                   | 61                 | -                  | -                  |
| 2005 | Mama ist stolz                                  | 25                 | -                  | -                  |
| 2005 | Geblendet vom Licht (feat. Shizoe)              | 63                 | -                  | -                  |
| 2005 | Steh wieder auf (con Harris)                    | 14                 | -                  | -                  |
| 2006 | Wahlkampf (con G-Hot)                           | 36                 | 33                 | -                  |
| 2006 | Straßenjunge (feat. Alpa Gun)                   | 20                 | 25                 | -                  |
| 2006 | Weihnachtssong                                  | 34                 | 38                 | -                  |
| 2007 | Ein Teil von mir                                | 14                 | 24                 | 46                 |
| 2007 | Schlechtes Vorbild                              | 18                 | 30                 | 43                 |
| 2008 | Augen auf / Halt dein Maul                      | 7                  | 13                 | 29                 |
| 2008 | Carmen                                          | 17                 | 18                 | 72                 |
| 2008 | Herz                                            | 19                 | 19                 | 39                 |
| 2009 | Nein! (feat. Doreen)                            | 29                 | 42                 | -                  |
| 2009 | Beweg dein Arsch (feat. Tony D & Kitty Kat)     | 17                 | 34                 | 100                |
| 2009 | Hey du!                                         | 4                  | 12                 | 21                 |
| 2009 | Geburtstag                                      | 91                 | -                  | -                  |
| 2010 | Sie bleibt                                      | 21                 | 18                 | 39                 |
| 2010 | Der Himmel soll warten (feat. Adel Tawil)       | 2                  | 4                  | 28                 |
| 2010 | Da Da Da (feat. Stephan Remmler)                | 56                 | 62                 | -                  |
| 2011 | Ick Liebe Dir (con Mario Barth)                 | 33                 | 50                 | -                  |
| 2011 | So mach ich es (con Bushido)                    | 23                 | 32                 | 37                 |
| 2011 | Erwachsen sein (con Bushido feat. Peter Maffay) | 29                 | 29                 | -                  |
| 2011 | Geboren um frei zu sein (feat. Rio Reiser)      | 41                 | 19                 | -                  |
| 2012 | Hol doch die Polizei (feat. B-Tight)            | 58                 | 46                 | -                  |
| 2012 | Bilder im Kopf                                  | 5                  | 7                  | 8                  |

## Altre pubblicazioni
| Anno | Titolo                                                           | Tratto da                                |
| ---- | ---------------------------------------------------------------- | ---------------------------------------- |
| 2002 | Plan B (B-Tight feat. Bendt, Bushido & Sido)                     | Der Neger (in mir)                       |
| 2002 | Samba (B-Tight feat. Sido)                                       | Der Neger (in mir)                       |
| 2002 | Jede Frau ist eine Plage (King Orgasmus feat. B-Tight & Sido)    | Mein Kampf                               |
| 2003 | Renn (Bushido feat. A.i.d.S.)                                    | Vom Bordstein bis zur Skyline            |
| 2004 | Taxi Taxi (Olli Banjo feat. Sido)                                | Sparring                                 |
| 2004 | Oh Shit (Beathoavenz remix)                                      | Aggroberlina                             |
| 2004 | Alle Wollen Cool Sein                                            | Neukölln Hustler                         |
| 2005 | Geblendet vom Licht (feat. Shizoe)                               | -                                        |
| 2005 | Meine Lieblingsrapper - Juice Exclusive! (con Blumio)            | Juice CD Vol. 58                         |
| 2005 | Lauf                                                             | Über alles in der Welt                   |
| 2005 | Deine Lieblings Rapper                                           | Threeshot                                |
| 2005 | Playboy                                                          | Neue Deutsche Welle                      |
| 2005 | 10 Minuten                                                       | Schizogenie                              |
| 2005 | Der erste Rapper                                                 | Muzik oder Knast                         |
| 2005 | Mein Herz lacht mich aus                                         | Werds House                              |
| 2005 | Paradies                                                         | Werds House                              |
| 2005 | Salam Alajkum                                                    | Numma Eyns                               |
| 2005 | Mach Dir Kein Kopf                                               | Das Mixtape                              |
| 2006 | Freudentränen Remix                                              | Der Neue Standard                        |
| 2006 | DLR-Inferno                                                      | Der Neue Standard                        |
| 2006 | Der Neue Standard                                                | Der Neue Standard                        |
| 2006 | Groupie                                                          | Neuer Spielplan                          |
| 2006 | Willkommen in Berlin                                             | F.L.E.R. 90210                           |
| 2006 | Mein Viertel                                                     | F.L.E.R. 90210                           |
| 2006 | Für Den Hustler                                                  | Bad Boys                                 |
| 2006 | Scheiß in dein Club                                              | Blut gegen Blut                          |
| 2006 | Back in the days                                                 | Bad Boys 2                               |
| 2006 | Königsklasse                                                     | Sparring 2                               |
| 2006 | Titten und Popo'z                                                | Aggrogant                                |
| 2006 | Das ist Krieg                                                    | Das Beste                                |
| 2006 | Eier Lecken                                                      | Orgi Pörnchen 4 – Soundtrack             |
| 2006 | Drogasexgwaltrap                                                 | I Gega d Schwiiz                         |
| 2007 | Was Ist Beef                                                     | Airmax Muzik                             |
| 2007 | Zaster Zaster                                                    | Willkommen in Abschaumcity               |
| 2007 | Oh Bitch                                                         | Sektenmuzik Sampler                      |
| 2007 | Krimineller Westberliner                                         | Sektenmuzik Sampler                      |
| 2007 | Hör nich' auf                                                    | Neger Neger                              |
| 2007 | Ich lebe meinen Traum                                            | Killatape Vol. 2                         |
| 2007 | An Board                                                         | Sexurlaub                                |
| 2007 | Weiterlaufen                                                     | Geladen und Entsichert                   |
| 2007 | Kuck                                                             | Geladen und Entsichert                   |
| 2007 | Asozialen-Lifestyle                                              | Aus Liebe Zum Spiel                      |
| 2007 | Geld im Portmonee                                                | Ein Level weiter                         |
| 2007 | Yes Sir (Intro)                                                  | Retro                                    |
| 2007 | Seelenfrieden                                                    | Der Schmetterlingseffekt                 |
| 2007 | Auf und ab                                                       | Totalschaden                             |
| 2007 | Knochen Gebrochen                                                | Totalschaden                             |
| 2007 | Psychose                                                         | Psychose                                 |
| 2007 | 100% Sektenmuzik                                                 | Psychose                                 |
| 2007 | Ich brauch schlaf                                                | 80's Flashback                           |
| 2007 | Keiner kann was machen                                           | Ghetto Romantik di B-Tight               |
| 2007 | Straßenmukke                                                     | Straßenmukke                             |
| 2007 | Rockwilder                                                       | HARRyge Angelenheit                      |
| 2007 | Club Mub                                                         | HARRyge Angelenheit                      |
| 2007 | Halt dein Maul                                                   | Wir nehmen auch Euro                     |
| 2007 | Wir reißen den Club ab (Hecklah & Coch feat. Sido)               | -                                        |
| 2007 | Kettenreaktion (Spezializtz feat. Sido)                          | -                                        |
| 2008 | Chefsache                                                        | Fremd im eigenen Land                    |
| 2008 | Therapie                                                         | Fremd im eigenen Land                    |
| 2008 | 4 Asse                                                           | Feiern mit den Pleitegeiern              |
| 2008 | A.i.d.S                                                          | Orgi Pörnchen 5-Soundtrack               |
| 2008 | Frohe Weihnachten (feat. Alpa Gun)                               | -                                        |
| 2009 | Mit dir (Kitty Kat feat. Sido)                                   | -                                        |
| 2009 | Hollywood                                                        | -                                        |
| 2009 | Das System (K.I.Z. feat. Sido)                                   | -                                        |
| 2009 | Nicht mit mir (Bass Sultan Hengzt feat. Sido)                    | -                                        |
| 2009 | Das ist die Strasse (Massiv feat. Sido)                          | -                                        |
| 2010 | Sor Bi Bana (Alpa Gun feat. Sido)                                | Almanci                                  |
| 2010 | Zerbrochenes Glas (Alpa Gun feat. Sido & B-Tight)                | Almanci                                  |
| 2010 | Stell dir eine Welt vor (Harris feat. Sido)                      | Der Mann im Haus                         |
| 2010 | Henker & Richter                                                 | -                                        |
| 2010 | Pistole (feat. Kitty Kat)                                        | -                                        |
| 2010 | Hier spielt die Musik (Greckoe feat. Sido)                       | Mein Hip Hop, Das Business & Ich         |
| 2010 | Alles gut (Laas Unltd. feat. Sido & Harris)                      | Backpack Inferno                         |
| 2010 | Kreuzberger Nächte (feat. Fritzl`s Töchter)                      | -                                        |
| 2010 | 2010 (feat. Haftbefehl)                                          | -                                        |
| 2010 | Ne Leiche (SDP feat. Sido)                                       | Kontrastprogramm                         |
| 2011 | Kein Morgen (Nazar feat. Sido & Raf Camora)                      | -                                        |
| 2011 | Sand bei (Sido)                                                  | Two and a half men 2                     |
| 2011 | Intro (Ein Fall für zwei) (Sido)                                 | Ein Fall für zwei                        |
| 2012 | Marihuana                                                        | -                                        |
| 2012 | Wie war das noch mal 2012 (DCS feat. Sido)                       | Silber                                   |
| 2012 | Braun, grün, lila (Haftbefehl feat. Sido)                        | Kanackis                                 |
| 2012 | Hol die Nadel raus (Lonyen feat. Sido)                           | Unter die Haut                           |
| 2012 | Born to ball (Cals feat. Sido)                                   | This is me                               |
| 2012 | Faxen mit den Jungs (Blokkmonsta feat. Sido)                     | Roboblokk                                |
| 2012 | Cool & Ruhig (Nazar feat. Sido)                                  | Narkose                                  |
| 2012 | Die Nacht von Freitag auf Montag (SDP feat. Sido)                | Die bekannteste unbekannte Band der Welt |
| 2012 | Mary Jane (B-Tight feat. Sido)                                   | Drinne                                   |
| 2012 | Das echte Leben (Bushido feat. Sido)                             | AMYF                                     |
| 2012 | Ich will mein Berlin zurück                                      |                                          |
| 2013 | Wie war das noch mal (DCS feat. Sido)                            | Silber Remix                             |
| 2013 | Hood Star (Cals feat. N.O.R.E. & Sido)                           | TrapStar                                 |
| 2013 | Bombe, Feuer, Benzin! (Liquit Walker, Sido & Bass Sultan Hengzt) | Freetrack                                |
| 2013 | 90 BPM (Liquit Walker feat. Sido                                 | Unter Wölfen                             |

## DVD
- 2001: Aggro Ansage 1 DVD
- 2007: Ich DVD

## Produzioni
- 2002: Intro, Aggro, Arschficksong & Alles ist die Sekte in Aggro Ansage Nr. 1 (Sampler)
- 2003: Relax in Aggro Ansage Nr. 2 (Sampler)
- 2003: Renn in Vom Bordstein bis zur Skyline von Bushido
- 2004: Ausm Weg, Maske, Mama ist stolz & Knast in Maske di Sido
- 2004: Aggroberlina (Remix) in Aggroberlina (Singolo) di Fler
- 2005: Scheiß drauf ,Berlin Paris & Freunde in Heisse Ware di B-Tight & Tony D
- 2006: Jungs im Viertel in Papa ist zurück (Single) di Fler
- 2006: Eier lecken in Orgi Pörnchen 4 di King Orgasmus
- 2007: 2 Chaoten in Krimineller Westberliner in Sektenmuzik – Der Sampler (Sampler)
- 2007: Big Boss in Ausländer (Singolo) di Alpa Gun
- 2007: Blaulicht & Die wilden Kerle auf Geladen & Entsichert di Alpa Gun
- 2007: Schmetterlingseffekt (Remix) in Schmetterlingseffekt (Singolo) di Bass Sultan Hengzt
- 2007: Klopf Klopf in Totalschaden di Tony D